# Teoria Kaluza-Klein
En física, la teoria Kaluza-Klein (o teoria KK) és una teoria que intentà unificar les forces fonamentals de la gravitació i l'electromagnetisme. La teoria, publicada el 1921, fou creada pel matemàtic Theodor Kaluza que descobrí que es podia unificar la relativitat general i l'electromagnetisme de Maxwell utilitzant un espaitemps de cinc dimensions, i estesa pel físic teòric suec Oskar Klein. Fou la primera teoria física que va considerar la possibilitat de dimensions espacials addicionals.

## Descripció
El 1919, Theodor Kaluza, llavors professor ajudant a la Universitat de Königsberg, envià una carta a Albert Einstein presentant-li la seva teoria. Einstein respongué amb entusiasme i en recomanà la publicació a la revista de l'Acadèmia Prussiana de Ciències, que ho feu el desembre de 1921. En la seva teoria, Kaluza demostrava com, en un espaitemps de cinc dimensions (quatre d'espacials i una de temporal), es podia unificar en una sola teoria la relativitat general d'Einstein i l'electromagnetisme de Maxwell, de manera que s'aconseguia una descripció unificada de les forces de la natura conegudes en aquells moments (les forces nuclear feble i nuclear forta encara no s'havien descrit correctament). Les equacions resultants de la teoria es poden separar en tres conjunts, un d'equivalent a les equacions de camp d'Einstein, un altre equivalent a les equacions de Maxwell i un darrer conjunt consistent en un camp escalar addicional anomenat «radió».
La teoria de Kaluza era elegant matemàticament i tingue un ressò considerable. Nogensmenys, tenia un problema greu: per què no observem la dimensió extra que postula? En l'article, Kaluza no responia a aquest problema, que quedà sense respondre durant un temps. Fou el físic suec Oskar Klein qui aportà una possible solució al problema. El 1926, en un article en Zeitschrift für Physik, postulà que en realitat la cinquena dimensió extra de Kaluza podia estar extraordinàriament recargolada, de manera que l'espai en aquesta dimensió no tindria més d'uns 10-32 metres, de manera que la seva presència és inobservable a les nostres escales.
Amb la nova modificació de Klein, la teoria, llavors ja coneguda com a teoria Kaluza-Klein, recobrà el seu interès. Malgrat tot, continuava presentant problemes importants: en primer lloc, no era una descripció quàntica de les forces (no era una teoria quàntica de camps) i, en segon lloc, no incloïa els fermions. D'aquesta manera, la teoria va quedar oblidada, com un intent interessant però que no aconsegueix una descripció completa de la natura. Tot i així, la idea bàsica de la teoria (dimensions extrarecargolades a nivell microscòpic, no gaire superior a la longitud de Planck) és a la base de les modernes teories de cordes, que igualment intenten unificar totes les forces conegudes.

## Hipòtesi de Kaluza
Al seu article de 1921, Kaluza establia tots els elements de la teoria clàssica de cinc dimensions: la mètrica, les equacions de camp, les equacions de moviment, el tensor tensió-energia i la condició del cilindre. Sense cap paràmetre lliure s, simplement estén la relativitat general a cinc dimensions. Es comença per la hipòtesi d'una forma de la mètrica cinc dimensions \ widetilde {g} _ {ab} </math>, on els índexs llatins abasten cinc dimensions. S’introdueix també la mètrica espaciotemporal de quatre dimensions {g} _ {\ mu \ nu}, on els índexs grecs abasten les quatre dimensions habituals de l'espai i el temps; un vector de 4 vectors A ^ \ mu identificat amb el potencial de vector electromagnètic; i un camp escalar <phi </math>. A continuació, descomposeu la mètrica 5D de manera que la mètrica 4D quedi emmarcada pel potencial vectorial electromagnètic, amb el camp escalar a la cinquena diagonal. Això es pot visualitzar com:
{\displaystyle {\widetilde {g}}_{ab}\equiv {\begin{bmatrix}g_{\mu \nu }+\phi ^{2}A_{\mu }A_{\nu }&\phi ^{2}A_{\mu }\\\phi ^{2}A_{\nu }&\phi ^{2}\end{bmatrix}}}.
Es pot escriure amb més precisió:
{\displaystyle {\widetilde {g}}_{\mu \nu }\equiv g_{\mu \nu }+\phi ^{2}A_{\mu }A_{\nu },\qquad {\widetilde {g}}_{5\nu }\equiv {\widetilde {g}}_{\nu 5}\equiv \phi ^{2}A_{\nu },\qquad {\widetilde {g}}_{55}\equiv \phi ^{2}}
on l’índex 5 indica la cinquena coordenada per convenció tot i que les primeres quatre coordenades s’indexen amb 0, 1, 2 i 3. La mètrica inversa associada és:
{\displaystyle {\widetilde {g}}^{ab}\equiv {\begin{bmatrix}g^{\mu \nu }&-A^{\mu }\\-A^{\nu }&g_{\alpha \beta }A^{\alpha }A^{\beta }+{1 \over \phi ^{2}}\end{bmatrix}}}.
Aquesta descomposició és força general i tots els termes no tenen dimensió. Kaluza aplica llavors la maquinària de la relativitat estàndard a aquesta mètrica. Les equacions de camp s'obtenen a partir de les equacions d'Einstein de cinc dimensions, i les equacions de moviment a partir de la hipòtesi geodèsica de cinc dimensions. Les equacions de camp resultants proporcionen tant les equacions de la relativitat general com l'electrodinàmica; les equacions del moviment proporcionen la equació geodèsica i la llei de la força de Lorentz de quatre dimensions, i es troba que la càrrega elèctrica s'identifica amb el moviment a la cinquena dimensió.
La hipòtesi de la mètrica implica un element de longitud de cinc dimensions invariant {\displaystyle \operatorname {d} \!s}:
{\displaystyle \operatorname {d} \!s^{2}\equiv {\widetilde {g}}_{ab}\operatorname {d} \!x^{a}\operatorname {d} \!x^{b}=g_{\mu \nu }dx^{\mu }\operatorname {d} \!x^{\nu }+\phi ^{2}\left(A_{\nu }\operatorname {d} \!x^{\nu }+\operatorname {d} \!x^{5}\right)^{2}}